# 維新 (年號)
維新（越南语：／，1907年9月5日-1916年5月17日）是越南大南国阮朝維新帝的年号，共计10年。成泰十九年七月二十七日（1907年9月4日），成泰帝禪位于皇五子永珊，是為維新帝。次日（9月5日），維新帝在太和殿正式即位，改元維新。維新十年四月初二日（1916年5月3日），維新帝離開皇宮，反抗法國殖民統治。法國殖民政府決定另立新帝。七月十七日（5月18日），啟定帝在太和殿即位，改元啟定。

## 改元
- 维新元年七月二十八日丁巳，维新帝在太和殿即位，改元维新。
- 维新十年四月十七日，启定帝在太和殿即位，改元启定。

## 纪年
| 維新 | 元年              | 2年      | 3年      | 4年      | 5年      | 6年               | 7年     | 8年     | 9年     | 10年    |
| 公元 | 1907年            | 1908年   | 1909年   | 1910年   | 1911年   | 1912年            | 1913年  | 1914年  | 1915年  | 1916年  |
| 干支 | 丁未              | 戊申     | 己酉     | 庚戌     | 辛亥     | 壬子              | 癸丑    | 甲寅    | 乙卯    | 丙辰    |
| 清朝 | 光绪33年          | 光绪34年 | 宣统元年 | 2年      | 3年      | 中华民国元年      | 民国2年 | 民国3年 | 民国4年 | 民国5年 |
| 日本 | 明治40年          | 明治41年 | 明治42年 | 明治43年 | 明治44年 | 明治45年 大正元年 | 大正2年 | 大正3年 | 大正4年 | 大正5年 |
| 韩国 | 光武11年 隆熙元年 | 2年      | 3年      | 4年      |          |                   |         |         |         |         |